# San José las Lajas
San José las Lajas är en ort i Mexiko.   Den ligger i kommunen Tezonapa och delstaten Veracruz, i den sydöstra delen av landet, 260 km öster om huvudstaden Mexico City. San José las Lajas ligger 459 meter över havet och antalet invånare är 370.
Terrängen runt San José las Lajas är bergig norrut, men söderut är den kuperad. Runt San José las Lajas är det ganska tätbefolkat, med 100 invånare per kvadratkilometer. Närmaste större samhälle är Cosolapa, 12,2 km öster om San José las Lajas. I omgivningarna runt San José las Lajas växer i huvudsak städsegrön lövskog.